# Gunjan Saxena
Gunjan Saxena (Hindi गुंजन सक्सेना; * 1975 in Lucknow, Uttar Pradesh) ist eine indische Luftwaffenoffizierin und ehemalige Hubschrauberpilotin, die im Kargil-Krieg eingesetzt war.
Gunjan Saxena wurde in eine Armeefamilie hineingeboren. Ihr Vater, Oberstleutnant Anup Kumar Saxena und ihr Bruder, Oberstleutnant Anshuman, dienten beide in der indischen Armee. Saxenas Ehemann, Oberstleutnant Gautam Narain, ist ebenfalls Pilot der indischen Luftwaffe. Das Paar hat eine Tochter.
Saxena schloss ihr Studium am Hansraj College in Neu-Delhi mit einem Bachelor of Science in Physik ab. Als eine von sechs Frauen kam sie 1996 als Pilotin zu den Indischen Luftstreitkräften. Ihr erster Einsatz erfolgte als Flugleutnant in der 132 Forward Area Control in Udhampur. Im Alter von 24 Jahren wurde sie in Srinagar stationiert und 1999 als allererste Frau in einem Kampfgebiet eingesetzt. Sie half im Rahmen der Operation Vijay neben der Evakuierung der Verwundeten auch beim Transport von Vorräten zu den Truppen in den vordersten Gebieten Dras und Batalik und wurde zudem mit der Überwachung des Gegners, beispielsweise mit der Kartierung feindlicher Stellungen, beauftragt. Sie musste unter feindlichem Beschuss auf provisorischen Landeplätzen in Höhen zwischen 4000 und 5500 Meter starten und landen. Saxena war eine der zehn in Srinagar stationierten Piloten, die während des Krieges Hunderte von Einsätzen flogen, Vorräte transportierten und über 900 Opfer, Verwundete und Tote evakuierten.
Als erste Frau erhielt sie den Tapferkeits-Orden 'Shaurya Chakra'.
Ihr Leben wurde 2020 unter dem Titel: Gunjan Saxena: The Kargil Girl verfilmt. Die Regie führte Sharan Sharma.